# Буряк, Моисей Емельянович
Моисей Емельянович Буряк (28 марта 1898 года, село Замиськое, Валковский уезд, Харьковская губерния — 17 ноября 1956 года, село Замиськое, Валковский район, Харьковская область, Украинская ССР) — бригадир колхоза «Коммунист» Валковского района Харьковской области, Украинская ССР. Герой Социалистического Труда (1948).

## Биография
Родился в 1898 году в крестьянской семье в селе Замиськое Харьковской губернии. Окончил начальную школу. Работал в сельском хозяйстве. После Великой Отечественной войны трудился в колхозе «Коммунист» Валковского района. В 1947 году работал бригадиром полеводческой бригады.
В 1947 году бригада Моисея Буряка получила в среднем по 30,8 центнеров ржи с каждого гектара на участке площадью 19,5 гектара. Указом Президиума Верховного Совета СССР от 16 февраля 1948 года «за получение высоких урожаев пшеницы, ржи, кукурузы и сахарной свеклы, при выполнении колхозом обязательных поставок и натуроплаты за работу МТС в 1947 году и обеспеченности семенами зерновых культур для весеннего сева 1948 года» удостоен звания Героя Социалистического Труда с вручением ордена Ленина и золотой медали «Серп и Молот».
Участвовал во Всесоюзной выставке ВДНХ.
Избирался депутатом сельского Совета народных депутатов, заместителем председателя сельсовета села Замиськое. После выхода на пенсию проживал в родном селе, где скончался в 1956 году.
Награды
- Герой Социалистического Труда
- Орден Ленина
- Серебряная медаль ВДНХ